# Tomas Walsh
Ne doit pas être confondu avec Thomas Walsh.
Pour les articles homonymes, voir Walsh.
Tomas Walsh (né le 1er mars 1992 à Timaru) est un athlète néo-zélandais, spécialiste du lancer du poids. Champion du monde en 2017 à Londres, il est également deux fois champion du monde en salle, en 2016 à Portland et en 2018 à Birmingham, et double médaillé de bronze aux Jeux Olympiques en 2016 à Rio et en 2021 à Tokyo.

## Biographie

### 2014-2015: médaille de bronze mondiale en salle et premiers records d'Océanie
Encore inconnu du circuit mondial, Tomas Walsh bat le record d'Océanie en salle avec un lancer de 21,26 m pour remporter la médaille de bronze lors des Championnats du monde en salle de Sopot le 7 mars 2014. Cette même année, il décroche la médaille d'argent des Jeux du Commonwealth, à Glasgow, devancé par le Jamaïcain O'Dayne Richards.
Le 23 août 2015, il bat aussi le record d'Océanie en plein air, en 21,58 m, lors des Championnats du monde à Pékin où il termine au pied du podium, puis l'améliore de 4 centimètres à Zagreb le 7 septembre 2015.

### 2016: champion du monde en salle et médaillé de bronze aux JO de Rio
En mars 2016, Walsh participe aux championnats du monde en salle de Portland, où, avec un jet à 21,78 m, il est sacré champion du monde pour la première fois. Il améliore son record d'Océanie (21,26 m en 2014) et devance le Roumain Andrei Gag (20,89 m) et le Croate Filip Mihaljević (20,87 m). 
Lors des Jeux olympiques d'été de 2016, à Rio de Janeiro, il remporte la médaille de bronze derrière les Américains Ryan Crouser et Joe Kovacs. Le 27 août 2016, lors du meeting de la Ligue de diamant au Stade de France à Paris, il bat d'un centimètre le champion olympique Ryan Crouser (21,99 m), en battant le record d'Océanie avec 22,00 m. Il s'impose 5 jours plus tard au Weltklasse Zurich en améliorant sa marque avec 22,20 m puis réalise encore mieux le 6 septembre à Zagreb avec 22,21 m.

### 2017: champion du monde en plein air à Londres
Le 5 août 2017, en qualifications des championnats du monde de Londres, il réussit le meilleur jet du concours en réalisant sa meilleure performance de la saison avec 22,14 m. Le lendemain, il est sacré champion du monde de la discipline avec un jet à 22,03 m, devançant très largement l'Américain Joe Kovacs, champion en titre (21,66 m) et le Croate Stipe Žunić (21,46 m).

### 2018: deuxième titre mondial en salle
Le 3 mars 2018, aux championnats du monde en salle de Birmingham, Tomas Walsh conserve son titre de champion du monde en salle acquis à Portland en 2016. Auteur dès sa première tentative d'un jet à 22,13 m (record d'Océanie), qu'il égale au troisième essai, il réalise à son dernier jet une performance de 22,31 m, améliorant ainsi le record des championnats détenu jusque-là par Ulf Timmermann en 1987. Devançant ses dauphins de 87 centimètres, l'Allemand David Storl (argent, 21,44 m) et le Tchèque Tomáš Staněk (bronze, 21,44 m), il devient par la même occasion le 4e meilleur performeur de l'histoire en salle derrière Randy Barnes (22,66 m), Ulf Timmermann (22,55 m) et Adam Nelson (22,40 m).
Le 25 mars, à Auckland, Tomas Walsh améliore son propre record d'Océanie en plein air en éjectant son poids à 22,67 m, faisant de lui désormais le 6e meilleur performeur mondial de l'histoire. C'est le jet le plus long depuis 1990. Le 9 avril, il remporte la médaille d'or des Jeux du Commonwealth de Gold Coast avec un jet à 21,41 m, après avoir lancé en qualifications 22,45 m (record des Jeux).
Lors de la saison internationale, Tomas Walsh subit plusieurs défaites : aux Drake Relays, le 28 avril, il lance 21,82 m mais est battu par Ryan Crouser. Au Prefontaine Classic, il ne termine que 4e avec 21,84 m. Il renoue avec la victoire lors des Bislett Games d'Oslo, le 7 juin, en battant le record du meeting avec 22,29 m. Six jours plus tard, il s'impose à Ostrava avec 22,16 m. 
Le 30 août, il remporte le concours du poids de la finale de la Ligue de diamant organisée à Zurich en lançant à 22,60 m lors de son deuxième essai. Il devance deux Américains, Darrell Hill et Ryan Crouser, et établit un nouveau record de la Ligue de diamant.

### 2019: médaillé de bronze mondial dans un concours historique à Doha
Le 6 septembre 2019, Thomas Walsh s'impose à Bruxelles lors de la finale du poids de la Ligue de diamant grâce à un lancer à 22,30 m dès son premier essai.
Le 5 octobre aux championnats du monde de Doha, il termine troisième du lancer du poids au terme d'un concours historique. Dès son premier essai, Walsh réalise un jet à 22,90 m, ce qui lui permet à ce moment-là de signer un nouveau record d'Océanie et de devenir le 4e meilleur performeur de tous les temps. Mordant trois des quatre essais suivants, il reste en tête du concours jusqu'au dernier essai, moment choisi par l'Américain Joe Kovacs pour expédier son poids à 22,91 m, un centimètre devant Walsh. Le Néo-Zélandais se fait ensuite dépasser par le champion olympique américain Ryan Crouser, qui lance lui aussi à 22,90 m mais devance Walsh au nombre d'essais réussis.

### 2021: deuxième médaille de bronze aux JO de Tokyo
En août 2021 à Tokyo, Tomas Walsh décroche pour la deuxième fois de sa carrière une médaille de bronze au poids avec un lancer à 22,47 m, devancé une nouvelle fois par les Américains Ryan Crouser et Joe Kovacs, comme à Rio cinq ans auparavant.

## Palmarès
| Date | Compétition                    | Lieu             | Résultat | Marque  |
| ---- | ------------------------------ | ---------------- | -------- | ------- |
| 2009 | Championnats du monde cadets   | Bressanone       | 6e       | 19,60 m |
| 2014 | Championnats du monde en salle | Sopot            | 3e       | 21,26 m |
| 2014 | Jeux du Commonwealth           | Glasgow          | 2e       | 21,19 m |
| 2014 | Coupe continentale             | Marrakech        | 4e       | 20,70 m |
| 2015 | Championnats du monde          | Pékin            | 4e       | 21,58 m |
| 2015 | Ligue de diamant               | Ligue de diamant | 3e       | détails |
| 2016 | Championnats du monde en salle | Portland         | 1er      | 21,78 m |
| 2016 | Jeux olympiques                | Rio de Janeiro   | 3e       | 21,36 m |
| 2016 | Ligue de diamant               | Ligue de diamant | 1er      | détails |
| 2017 | Championnats du monde          | Londres          | 1er      | 22,03 m |
| 2018 | Championnats du monde en salle | Birmingham       | 1er      | 22,31 m |
| 2018 | Jeux du Commonwealth           | Gold Coast       | 1er      | 21,41 m |
| 2018 | Ligue de diamant               | Ligue de diamant | 1er      | 22,60 m |
| 2018 | Coupe continentale             | Ostrava          | 3e       | 21,43 m |
| 2019 | Ligue de diamant               | Ligue de diamant | 1er      | 22,30 m |
| 2019 | Championnats du monde          | Doha             | 3e       | 22,90 m |
| 2021 | Jeux olympiques                | Tokyo            | 3e       | 22,47 m |
| 2022 | Championnats du monde en salle | Belgrade         | 3e       | 22,31 m |
| 2022 | Championnats du monde          | Eugene           | 4e       | 22,08 m |
| 2022 | Jeux du Commonwealth           | Birmingham       | 1er      | 22,26 m |
| 2023 | Championnats du monde          | Budapest         | 4e       | 22,05 m |
| 2023 | Ligue de diamant               | Ligue de diamant | 3e       | 22,69 m |
| 2024 | Championnats du monde en salle | Glasgow          | 2e       | 22,07 m |
| 2025 | Championnats du monde en salle | Nankin           | 1er      | 21,65 m |

## Records
| Épreuve         | Épreuve   | Marque       | Lieu                | Date                     |
| --------------- | --------- | ------------ | ------------------- | ------------------------ |
| Lancer du poids | Plein air | 22,90 m (AR) | Doha                | 5 octobre 2019           |
| Lancer du poids | En salle  | 22,31 m (AR) | Birmingham Belgrade | 3 mars 2018 19 mars 2022 |